# Rafael Muñoz Pérez
Rafael Muñoz Pérez (Cordova, 3 marzo 1988) è un ex nuotatore spagnolo, specializzato nei 50 metri farfalla.
Dopo aver partecipato ai Giochi della XXIX Olimpiade di Pechino del 2008, dove viene subito eliminato in batteria, il 5 aprile 2009 ai Campionati spagnoli stabilisce il nuovo record del mondo dei 50 metri farfalla con il tempo di 22"43, battendo il precedente primato di Roland Schoeman di oltre mezzo secondo. Il record però viene omologato soltanto il 22 giugno, quando la FINA permette definitivamente l'utilizzo dei costumi di nuova generazione.

## Palmarès
- Mondiali

Roma 2009: bronzo nei 50m farfalla e nei 100m farfalla.
- Europei

Eindhoven 2008: bronzo nei 50m farfalla e nei 100m farfalla.
Budapest 2010: oro nei 50m farfalla.
Debrecen 2012: oro nei 50m farfalla.
- Europei in vasca corta

Fiume 2008: argento nei 100m farfalla e bronzo nei 50m farfalla.
Chartres 2012: oro nei 50m farfalla e argento nei 100m farfalla.